# Universität Sudan für Wissenschaft und Technologie

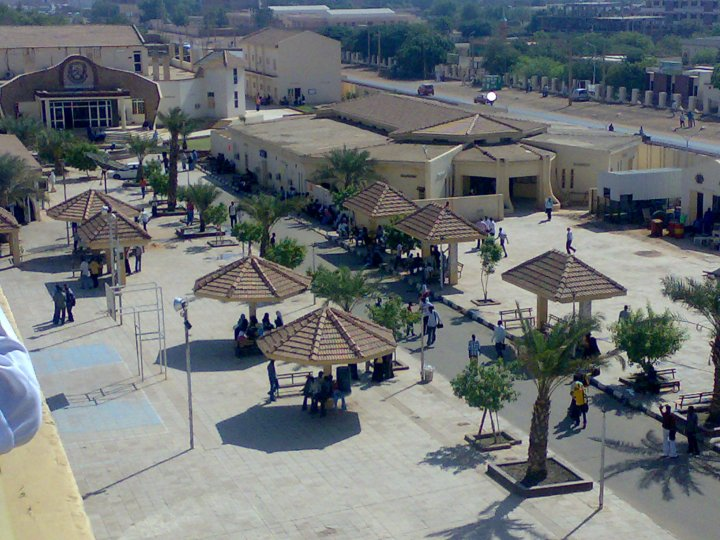
Universität Sudan für Wissenschaft und Technologie, IT-Campus (2011)

Die Universität Sudan für Wissenschaft und Technologie (arabisch جامعة السودان للعلوم والتكنولوجيا, DMG Ǧāmiʿat as-Sūdān li-l-ʿUlūm wa-t-tiknūlūǧiyā; englisch: Sudan University of Science and Technology kurz SUST) ist eine Universität in Khartum, Sudan.

## Geschichte
Die Universität Sudan für Wissenschaft und Technologie ging 1990 aus dem Polytechnikum Khartum hervor.

## Fachbereiche
- College of Graduate Studies
- College of Engineering
- College of Technology and Human Development
- College of Business studies
- College of Agricultural studies
- Faculty of Education
- College of Science
- College of Veterinary Medicine and Animal Production
- College of Fine and Applied Arts
- College of Computer Science and Information Technology
- College of Languages
- College of Medical Laboratory Science
- College of Music and Drama
- College of Forestry and Range Science
- College of Medical Radiologic Sciences
- College of Physical Education
- College of Water science and technology
- College of Petroleum Engineering & Technology
- College of Communications

## Einrichtungen
- Institut für Frauen, Kindermedizin und Entwicklung
- Institut für Laser-Technik
- Computer-Center (CC)
- Zentrum für Fernunterricht